# Lågmolekylärt heparin
Lågmolekylärt heparin, eller LMWH (efter low molecular weight heparin) är en heparinpreparation av låg molekylvikt som utnyttjas som läkemedel. Lågmolekylärt heparin blockerar endast koagulationsfaktor Xa och inte trombin, men ger en mindre risk för blödning än heparin. Dalteparin (Fragmin) och tinzaparin (Innohep) är exempel på substanser av typen lågmolekylärt heparin.